# Majster Kat
Majster Kat – słowacki zespół thrashmetalowy założony w 2001 roku.

## Muzycy

### Obecny skład zespołu
- Slymák – śpiew
- Los – gitara elektryczna
- Lukáš – gitara elektryczna
- Tapyr – gitara basowa
- Bubonix  – perkusja

### Byli członkowie zespołu
- Gabo – gitara elektryczna
- Sigi – perkusja
- Slížo – perkusja

## Dyskografia

### Albumy studyjne
- Svätá Zvrhlosť (2007)

### Albumy koncertowe
- Live in Dreváreň (2003)

### Dema
- Demo (2004)

## Wideografia

### DVD
- Naživo v Bratislave (2007)